# Bertin Ollé Ollé
Bertin Ollé Ollé (ur. 30 listopada 1961, zm. 13 stycznia 2024) – kameruński piłkarz grający na pozycji pomocnika. W swojej karierze rozegrał 10 meczów i strzelił 4 gole w reprezentacji Kamerunu.

## Kariera klubowa
W latach 1979–1989 Ollé Ollé występował w klubie Tonnerre Jaunde. Wywalczył z nim pięć tytułów mistrza Kamerunu w sezonach 1981, 1982/1983, 1983/1984, 1986/1987 i 1988 oraz zdobył dwa Puchary Kamerunu w sezonach 1986/1987 i 1989. W 1990 roku grał w klubie Racing Bafoussam.

## Kariera reprezentacyjna
W reprezentacji Kamerunu Ollé Ollé zadebiutował 1 sierpnia 1987 roku w wygranym 3:0 grupowym meczu Igrzysk Afrykańskich 1987 z Madagaskarem, rozegranym w Kasarani i w debiucie strzelił gola. Wraz z Kamerunem zajął 4. miejsce w tym turnieju. W 1988 roku został powołany do kadry na Puchar Narodów Afryki 1988. Na tym turnieju rozegrał pięć meczów: grupowe z Egiptem (1:0), z Nigerią (1:1) i z Kenią (0:0), półfinałowy z Marokiem (1:0) i finałowy z Nigerią (1:0). Z Kamerunem został mistrzem Afryki. W kadrze narodowej od 1987 do 1988 wystąpił 10 razy i strzelił 4 gole.